# مقاطعة باستروب (تكساس)
مقاطعة باستروب (بالإنجليزية: Bastrop  County)‏ هي إحدى المقاطعات في ولاية تكساس، الولايات المتحدة الأمريكية، يبلغ عدد سكانها 74,171 نسمة طبقا لإحصاء عام 2010 .

موقع المقاطعة في ولاية تكساس